# 교황들
교황들(라틴어: Summorum Pontificum)은 교황 베네딕토 16세가 라틴 교회의 사제들의 1962년판 교황 요한 23세가 반포한 로마 미사 경본에 따른 미사와 제2차 바티칸 공의회에 따른 전례 개혁 이전의 성사 양식의 집전에 관하여 발표한 자의 교서이다.
자의 교서는 2007년 7월 7일 작성되어 같은 해 9월 14일부터 효력을 발휘하게 되었다. 베네딕토 16세는 자의 교서를 발표함과 동시에 주교들에게 자의 교서를 발표하게 된 연유에 대해 설명한 서한을 작성해 공개하였다.
이 칙령은 사제들에게 1962년 트리엔트 양식의 미사를 사용할 수 있다는 자유를 부여했다.